# Борисов, Леонид Константинович
Леони́д Константи́нович Бори́сов (29 июня 1943, Ленинград — 6 января 2013, Санкт-Петербург) — советский и российский независимый художник-абстракционист, конструктивист, дадаист, мастер парадоксальных ассамбляжей.

## Биография
- В 1959 году посетил американскую выставку в Москве, в Сокольниках (Американская национальная выставка «Промышленная продукция США»[2]. Здесь 16-летний Леонид, по его словам[3], впервые познакомился с абстрактным искусством, в частности, с картиной 1956 года Марка Ротко «Старое золото над белым»[4].
- В 1968 году Борисов закончил Ленинградский электротехнический институт связи (ЛЭТИС).
- В 1971 году Леонид знакомится с Александром Леоновым, одним из лидеров «Газаневщины» в Ленинграде; в 1975-м Леонов предложил участвовать в выставке «Живопись, Скульптура и Графика» во Дворце культуры «Невский»[5]; это был творческий дебют Леонида Борисова.

С детства имел склонность к рисованию, ходил в школьные годы в изостудии. На последнем курсе института познакомился с Леоновым (он был мужем сестры одного моего однокашника), который учился тогда в Академии художеств и занимался искусством, не соответствующим соцреализму. За это его потом из Академии и выгнали. Поскольку он был ориентирован на современные школы, мне было интересно с ним беседовать, смотреть, что он делает. Он делал рисунки в стиле Филонова, я тоже стал рисовать в таком же стиле. Суть метода заключалась в том, что бралась какая-то тема и детально разрабатывалась.
— Леонид Борисов. Из интервью с Юрием Календарёвым
- В 1974 году в Москве Борисов стал свидетелем «Бульдозерной выставки» (15 сентября) и посетил 29 сентября «Open Air» («Второй осенний просмотр картин на открытом воздухе») в Измайловском лесопарке. Познакомился с московскими живописцами-нонконформистами Оскаром Рабиным, Львом Кропивницким, Владимиром Немухиным, Дмитрием Плавинским, Сергеем Бордачёвым, Вячеславом Калининым.
- В 1978 году, в ДК имени Крупской в Ленинграде прошла первая персональная выставка Леонида Борисова.
- В 1987-м Борисов становится членом ТЭИИ (Товарищества Экспериментального Изобразительного Искусства).
- В 1991 году участвует в выставке «Современные художники Малевичу» в ГТГ (Москва).
- В 2005 году произведение художника вошло в постоянную экспозицию раздела «Искусство XX века» Государственной Третьяковской галереи в Москве.

Основа всего художественного — это формальная идея. Без идеи нет творения. По Кандинскому, три кита картины — композиция, импровизация, экспрессия. Основа — это композиция, собственно, идея. Вспомогательные средства — импровизация и экспрессия. Я опираюсь в своем творчестве на эти принципы. Первое, это идея. Затем — форма, в которую эту идею надо одеть, и чем лучше наряд, тем лучше звучит идея, и тем картина общедоступнее.— Л. Борисов. 10.11.2012
Леонид Борисов скончался от обширного инфаркта, случившегося с ним в Сочельник, 6 января 2013 года, на выходе из мастерской на ул. Пушкинской, 10 в Санкт-Петербурге, где он работал до последней минуты.

## Персональные выставки
- 1978 : Дом культуры имени Крупской, Ленинград
- 1994 : «Кубизм»; Галерея-21, Санкт-Петербург
- 1995 : «Геометрия»; Русский музей, Санкт-Петербург
- 1998 : «Уроки геометрии»; в Галерее Росизо, Москва
- 1999 : «Посвящается Малевичу»; Центр современного искусства Санкт-Петербург
- 2001 : «Дада-деформация»; Московский Музей современного искусства
- 2001 : «Черные ночи»; галерея «Точка», Санкт-Петербург
- 2005 : «Леонид Борисов. Живопись, объект, скульптура»; ЦДХ, Москва
- 2005 : «Конкретное искусство»; в галерее «КИНО», Москва
- 2007 : «ЖИВУ — ВИЖУ»; Тюменский областной музей изобразительных искусств / Тобольский государственный историко-архивный музей-заповедник
- 2007 : «Игра»; Арт-центр «Винзавод», Москва
- 2010 : «Игра в классики»; Омский областной музей изобразительных искусств имени М. А. Врубеля
- 2013 : «Это всё», ГРМ — Санкт-Петербург, Мраморный дворец (27 июня — 12 августа)
- 2014, 18 сентября — 2015, 16 января: «Уроки геометрии» Леонида Борисова; Лондон, галерея Елены Щукиной
- 2015, 12 февраля — 29 марта: «Леонид Борисов. Первая пятилетка. 1975—1979»; DiDi Gallery на Васильевском, Санкт-Петербург. ВИДЕО[7]
- 2019, 6 марта — 2019, 14 апреля: «Геометрия черного»; Санкт-Петербург, DiDi Gallery[8]
- 2023, 20 декабря — 2024, 25 февраля: «Я делал то, что я могу сделать из того, что у меня есть»; Санкт-Петербург, DiDi Gallery[9]

## Музейные собрания
- Государственный Эрмитаж, Санкт-Петербург
- Государственный Русский музей, Санкт-Петербург
- Государственная Третьяковская галерея, Москва
- Пензенская областная картинная галерея имени К. А. Савицкого
- Московский музей современного искусства
- Галерея новых мастеров в Альбертинуме, Дрезден
- Тюменский областной музей изобразительных искусств
- Курганский областной художественный музей
- Оренбургский областной музей изобразительных искусств
- Музей Зиммерли Ратгерского университета, (Собрание Нортона Доджа), Нью-Джерси, США[10]
- Российский фонд культуры
- Фонд Татьяны и Натальи Колодзей
- Собрание Бар-Гера[нем.], Кёльн, Германия — Ашдод, Израиль